# Silvia Andrea Santos Luz
Silvia Andrea Santos Luz, més coneguda com Silvia Luz o Silvinha (Araçatuba, São Paulo, 5 de març de 1975), és una exjugadora de bàsquet brasilera, guanyadora d'una medalla d'argent (1996) i de bronze (2000) als Jocs Olímpics amb la selecció brasilera.

## Biografia
Base, forma part de la nissaga dels Luz, els quals han destacat per competir internacionalment amb la selecció brasilera de bàsquet. Començà a practicar la natació i posteriorment el basquetbol. Jugà en diversos equips de la Lliga brasilera, destacant el Campionat del Món de clubs aconseguit amb el Ponte Preta (1993), juntament amb altres jugadores com Magic Paula, Hortência Marcari i la seva germana Helen. A partir de la temporada 2002-03 continuà la seva carrera esportiva a l'estranger. Debutà a la Lliga espanyola amb el Club Bàsquet Puig d'en Valls (2002-03) i posteriorment jugà al Club Basket Ciudad de Burgos (2003-04), Rivas Futura (2004-07) i Cadí la Seu (2007-09), guanyant una Lliga catalana.
Internacional amb la selecció brasilera entre, fou una de les jugadores habituals de la canarinha durant la dècada del 1990 i 2000. Participà dos Jocs Olímpics, Atlanta 1996, aconseguint una medalla d'argent, i Sidney 2000, medalla de bronze. També participà a dos Campionats del Món (1998 i 2002). Es proclamà campiona Sud-americana en sis ocasions de forma consecutiva (1993, 1995, 1997, 1999, 2001) i guanyà dos títols de Copa Amèrica (1997, 2001).

## Palmarès
Clubs
- 1 Campionat del Món de clubs de bàsquet femení (1993)
- 1 Lliga catalana de bàsquet femenina (2007-08)

Selecció brasilera
- 1 medalla d'argent als Jocs Olímpics d'Atlanta 1996
- 1 medalla de bronze als Jocs Olímpics de Sidney 2000
- 2 medalles d'or a la Copa America de bàsquet femení (1997, 2001)
- 2 medalles d'argent a la Copa America de bàsquet femení (1993, 1999)
- 1 medalla de bronze als Jocs Panamericans de 2003
- 5 medalles d'or al Campionat Sud-americà de bàsquet femení (1991, 1993, 1997, 1999, 2001)